# Koreansk hare
Koreansk hare (Lepus coreanus) är en däggdjursart som beskrevs av Thomas 1892. Lepus coreanus ingår i släktet harar, och familjen harar och kaniner. IUCN kategoriserar arten globalt som livskraftig. Inga underarter finns listade i Catalogue of Life.
Djuret når en kroppslängd (huvud och bål) av 45 till 54 cm, en svanslängd av 2 till 5 cm och en vikt mellan 2,1 och 2,6 kg. Öronen är 7,6 till 8,3 cm långa. På ovansidan förekommer brun eller gråbrun päls och undersidan är allmänt ljusare. På svansens topp finns en svart strimma. Vanligen är hannar lite mindre än honor.
Denna hare förekommer på Koreahalvön och i angränsande områden av Kina (provins Jilin). Den vistas i låglandet och i bergstrakter. Habitatet varierar men arten föredrar områden som är täckt av buskar.
Arten är en medelstor medlem av släktet harar. Jämförd med den kinesisk haren (Lepus sinensis) är koreansk hare mörkare till svartaktig på ryggen. Inte alla zoologer är övertygade att koreansk hare är en självständig art. Den kan vara identisk med manchurisk hare eller med japansk hare.
Koreansk hare jagas av Koreahalvöns befolkning för köttets skull. Den bekämpas även av bönder när den gnager på grödor eller fruktträd.
Arten gömmer sig bakom buskar eller stenblock för att undvika angrepp från fiender. Den äter gräs, blad, bark och andra växtdelar. De flesta ungar föds under våren men honan kan para sig under andra årstider. När en hona är brunstig strider flera hannar mot varandra om rätten att para sig. De boxar med sina framtassar och sparkar med sina bakfötter. Allmänt antas fortplantningssättet vara lika som hos andra harar i släktet Lepus. En individ i fångenskap levde fem år.
Koreansk hare har många olika naturliga fiender som varg, rödräv, rovfåglar och större ormar.